# 福州道
福州道，又称宁福道，清朝设置的道，属于福建省。
雍正四年（1726年）设置管理通省清军粮驿道，驻福州府，为按察使司副使衔。雍正十二年（1734年）六月，兼分巡福州府和福宁直隶州。乾隆二十三年（1758年）十一月加水利衔。嘉庆十一年（1806年）十二月，改置分巡宁福分巡海防道，驻福宁府（治今福建省宁德市霞浦县）。嘉庆十九年（1814年）四月，改宁福道为粮储道，驻福州府（治今福建省福州市）。宣统二年（1910年）四月，裁撤。